# جسیکا بوئس
جسیکا بوئس (انگلیسی: Jessica Boehrs؛ زادهٔ ۵ مارس ۱۹۸۰) یک هنرپیشه، مجری تلویزیون، و خواننده اهل آلمان است.
از فیلم‌ها یا برنامه‌های تلویزیونی که وی در آن نقش داشته است می‌توان به سفر به اروپا اشاره کرد.